# Pilgrim Hall Museum
Het Pilgrim Hall Museum is een museum in de Amerikaanse plaats Plymouth (Massachusetts). Het museum is gewijd aan de Pilgrim Fathers (of kortweg Pilgrims). Deze Engelse puriteinse vluchtelingen vertrokken in 1620 vanuit de Nederlandse stad Leiden en maakten de oversteek naar de Nieuwe Wereld met het schip de Mayflower. Hun eerste oogstviering in de Plymouth Colony wordt nog steeds jaarlijks herdacht in de Verenigde Staten met het Thanksgiving-feest.
Het Pilgrim Hall Museum is het oudste nog bestaande openbare museum in de Verenigde Staten. Het werd geopend in 1824. Het museum wordt beheerd door de Pilgrim Society, een organisatie gevestigd in 1820. Het museumgebouw in neoklassieke stijl werd ontworpen door de Amerikaanse architect Alexander Parris. Het museum werd flink uitgebreid in de jaren 1880. In 2008 werd een nieuwe vleugel toegevoegd aan het museum.
De collectie omvat een aantal objecten uit de tijd van de Pilgrims, waaronder een portret van Edward Winslow uit 1651, het enige bekende eigentijdse schilderij van een Pilgrim. Ook tentoongesteld wordt het wrak van de Sparrow Hawk, een 17e-eeuws trans-Atlantisch schip dat in 1626 bij Cape Cod verging. Naast de vaste collectie worden er ook tijdelijke tentoonstellingen in het museum gehouden. Het museum omvat tevens een bibliotheek en een archief.
Het bovenste deel van de steen Plymouth Rock, die volgens de overlevering op de plek lag waar de Pilgrims aan land gingen, stond voor het museumgebouw van de jaren 1830 tot de jaren 1880, toen het weer samengevoegd werd met het onderste deel van de steen in de haven van Plymouth.
Het museum staat sinds 1972 op het National Register of Historic Places, een nationale monumentenlijst.
In Plymouth (Massachusetts) is ook een replica van de Mayflower en een openluchtmuseum (Plimoth Plantation). In Leiden is een ander museum gewijd aan de Pilgrim Fathers, het Leiden American Pilgrim Museum.
|  |